# Albert R. Broccoli
Albert Romolo "Cubby" Broccoli, CBE (Nova Iorque, 5 de abril de 1909 - Beverly Hills, 27 de junho de 1996) foi um produtor de cinema norte-americano, mais conhecido por produzir os filmes da franquia James Bond durante três décadas. Filho de imigrantes italianos, Broccoli entrou na indústria do cinema com a ajuda de seu primo Pat DiCicco. Depois de servir na Segunda Guerra Mundial, ele formou uma parceira com o produtor Irving Allen durante a maior parte da década de 1950, produzindo vários filmes de sucesso na Inglaterra.
No início da década de 1960, ele uniu-se a Harry Saltzman para comprar os direitos dos romances de James Bond, escritos por Ian Fleming. A dupla fundou a EON Productions e produziu nove filmes de Bond até o começo da década de 1970, quando Broccoli comprou a parte de Saltzman e assumiu a franquia sozinho. Em 1995, após dezesseis filmes, Broccoli entregou o controle da série para seu enteado Michael G. Wilson e sua filha Barbara Broccoli. Ele morreu no ano seguinte, vítima de um ataque cardíaco.

## Biografia

### Infância e adolescência
Albert Romolo Broccoli nasceu em Long Island, Nova Iorque, Nova Iorque. Seus pais eram imigrantes italianos vindos da cidade de Calábria. Eles tinham uma fazenda, e Broccoli costumava vender frutas e vegetais pelas ruas da cidade durante o verão e o Natal. Quando seu pai, Giovanni Broccoli, morreu, sua família decidiu mudar-se para a Flórida, porém Broccoli preferiu ir para o Queens e viver junto com sua avó, trabalhando em uma farmácia e uma funerária.

### Início de carreira
No início da década de 1940, Broccoli visitou seu primo Pat DiCicco, um agente de cinema com conexões com a máfia, em Los Angeles, e teve a oportunidade de visitar as gravações de The Outlaw. Ele acabou conhecendo o bilionário Howard Hughes, que havia acabado de demitir o diretor Howard Hawks e estava comandando o projeto, que lhe contratou logo em seguida para trabalhar no filme. Após o fim das filmagens, DiCicco convenceu Broccoli a permanecer em Los Angeles e lhe apresentou a figuras como Cary Grant e Bob Hope.
Broccoli acabou voltando para Nova Iorque, mas após uma série de vitórias em apostas de corridas de cavalo, ele acumulou dinheiro suficiente para deixar seu emprego e ir para Los Angeles trabalhar no cinema. Ele conseguiu ser contratado como assistente de direção na 20th Century Fox (um dos contatos de DiCicco no estúdio era seu presidente, Joseph Skak), mas teve de sair por ter sido convocado pelo Exército dos Estados Unidos para lutar na Segunda Guerra Mundial.
Ao final da guerra, ansioso por voltar a trabalhar com cinema, Broccoli ligou para seu primo e cobrou alguns favores, e DiCicco conseguiu colocá-lo como gerente de produção do filme Avalanche. Apesar do filme ter sido mal recebido pela crítica, ele lhe deu a oportunidade de conhecer o produtor Irving Allen.

### Warwick Productions
No início da década de 1950, Allen e Broccoli fundaram uma companhia chamada Warwick Productions. A produtora se mudou para Londres, já que o governo britânico estava dando incentivos fiscais para grandes produções realizadas no país, e assinou um contrato de distribuição com a Columbia Pictures. Sua primeira produção foi The Red Beret, um filme de guerra estrelado por Alan Ladd e dirigido por Terence Young. A produção teve um relativo sucesso financeiro, o que lhe abriu portas para produzir seis filmes com Allen entre 1953 e 1958, dentre eles Hall Below Zero, The Black Knight, Safari e Interpol.

### James Bond
Em 1957, Broccoli releu o quinto romance de James Bond escrito por Ian Fleming, From Russia, with Love, e começou a pensar na possibilidade de adaptar Bond para o cinema. Ao voltar para os Estados Unidos, ele ficou desapontado ao saber de outras pessoas já interessadas em levar Bond para a tela.
Com sua parceria com Allen terminando, Broccoli procurou novos projetos e uma nova produtora. Ele conheceu o dramaturgo Wolf Makowitz, que lhe contou sobre outro produtor que também estava interessado em Bond, o canadense Harry Saltzman. Makowitz apresentou um para o outro e, ao invés de competirem pelos direitos dos personagens, decidiram se juntar para produzir os filmes. Eles fundaram a Danjaq LLC (uma junção dos nomes de suas esposas, Dana e Jacqueline) e compraram os direitos legais dos romances; os dois também criaram a EON Productions, a produtora que realizaria os filmes.
Para produzir o filme, Saltzman e Broccoli precisavam de financiamento. Depois de passarem por todos os grandes estúdios de Hollywood apresentando o projeto, a United Artists, uma divisão da Metro-Goldwyn-Mayer, concordou em financiar o filme com um milhão de dólares. O filme entrou em produção em 1961, sob a direção do antigo colega de Broccoli, Terence Young, e estrelado pelo até então desconhecido Sean Connery. Dr. No estreou no ano seguinte e foi um enorme sucesso mundial.
Nos nove filmes seguintes de Bond, Broccoli e Saltzman gozaram de enorme sucesso e supervisionaram as mudanças nos atores principais (de Connery para George Lazenby, de volta para Connery e depois para Roger Moore). Entretanto, durante as produções de Live and Let Die e The Man with the Golden Gun, Saltzman começou a acumular dívidas pessoais até o ponto que teve de declarar falência. Broccoli acabou comprando a parte de Saltzman na EON, adquirindo 100% da produtora. O primeiro filme de Bond que ele produziu sozinho foi The Spy Who Loved Me. Para o filme, Broccoli precisava de um estúdio capaz de abrigar três submarinos nucleares e espaço suficiente para Bond e seus aliados lutarem contra o vilão, mas não havia nenhum estúdio desse tamanho na Europa. Ao invés de descartar ou reduzir o clímax, Broccoli, junto com o diretor de arte Ken Adam, construíram um enorme estúdio em Pinewood Studios, Buckinghamshire, chamado de Estúdio 007 (mais tarde renomeado para Estúdio 007 de Albert R. Broccoli). The Spy Who Loved Me foi um enorme sucesso, cimentando sua reputação de produtor de sucesso.
Em 1982, as realizações de Broccoli para o cinema foram reconhecidas pela Academia de Artes e Ciências Cinematográficas, que lhe entregou o Prêmio Memorial Irving G. Thalberg – prêmio dado apenas para produtores que contribuem para o cinema com filmes de altíssima qualidade. Em A View to a Kill, de 1985, Broccoli passou a dividir as funções de produtor dos filmes de Bond novamente, desta vez com seu enteado Michael G. Wilson (filho de sua terceira esposa com o ator Lewis Wilson). Os dois também produziram The Living Daylights e Licence to Kill. Em 1995, após um hiato de seis anos, Broccoli passou a produção de Bond para Wilson e sua filha Barbara Broccoli.

### Morte
Em 27 de junho de 1996, um ano após o lançamento de GoldenEye e durante a pré-produção de Tomorrow Never Dies, Albert R. Broccoli sofreu um ataque cardíaco e morreu em sua casa na cidade de Beverly Hills, Califórnia, aos 87 anos. Em seu funeral, compareceram figuras como Roger Moore, Desmond Llewelyn, Timothy Dalton e Pierce Brosnan. Ele foi enterrado no Forest Lawn Memorial Park, em Los Angeles.

## Vida pessoal
Durante sua vida, Broccoli se casou três vezes. Sua primeira mulher foi Gloria Blondell, irmã da atriz Joan Blondell. Os dois se casaram em 1940, se separando em 1945; entretanto, eles permaneceram amigos. Em 1951 ele conheceu e se casou com sua segunda esposa, Nedra Clark. O casal adotou um filho, Tony, e, em 1958, Clark deu à luz Tina Broccoli. Clark adoeceu e morreu no mesmo ano. No ano seguinte, ele se casou com sua terceira e última esposa, a escritora Dana Natol. O casal teve uma filha juntos, Barbara Broccoli, além dele ter virado o mentor de Michael G. Wilson, filho do primeiro casamento de Natol com o ator Lewis Wilson. Os dois permaneceram juntos até sua morte em 1996.